# Offshore Leaks
Offshore Leaks е доклад, разкриващ подробности за 130 000 офшорни сметки през април 2013 г. Някои наблюдатели го наричат най-големият удар срещу международните данъчни измами за всички времена, въпреки че е посочено, че нормалните предприятия могат да използват офшорното законодателство, за да облекчаване на формалностите в международната търговия.
Докладът произхожда от базираната във Вашингтон нестопанска организация за разследващи журналисти Международния консорциум на разследващи журналисти (ICIJ), който си сътрудничи с репортери по целия свят за да изготви поредицата от разследващи репортажи, публикувани във връзка с The Global Muckraker на ICIJ. Разследването се основава на 2,5 милиона секретни записи за офшорни активи на хора от 170 държави и територии, получен от директора на ICIJ Джерард Райл.
Базата данни на ICIJ за офшорни течове е озаглавена с предупредителния параграф: "Има законни употреби за офшорни компании и тръстове. Ние нямаме намерение да предполагаме или предполагаме, че лица, компании или други субекти, включени в базата данни на ICIJ за офшорни течове, са нарушили закона или по друг начин е действал неправилно." Повече от 100 журналисти от повече от 60 държави и десетки новинарски организации са участвали в разследването, което оттогава се разширява и включва разкрития за офшорните дялове на китайския бизнес и политически елит.
Име Маркос, дъщеря на бившия филипински президент Фердинанд Маркос е в списъка. Филипинските власти разследват дали парите са част от 5 милиарда долара, с които Маркос избяга от страната през 80-те години. В списъка са още семейството на азербайджанския президент Илхам Алиев, бившия премиер на Грузия Бидзина Иванишвили, Олга Шувалов (съпругата на бившия първи вицепремиер на Русия Игор Шувалов), заместник-директор на борда на Газпром Валерий Голубев и Украинските олигарси Ринат Ахметов и Дмитро Фирташ.
Кази Зафарула, роднина на премиера на Бангладеш шейх Хасина и съпругата му са акционери на две офшорни компании на Британските Вирджински острови. 